# Mino Serrano
Bernardino Serrano Mori, conosciuto come Mino Serrano (Antromero, 29 gennaio 1963), è un allenatore di calcio ed ex calciatore spagnolo di ruolo difensore.

## Palmarès

### Club

#### Competizioni nazionali
- Primera División spagnola: 2

Real Madrid: 1986-1987, 1987-1988
- Segunda División spagnola: 1

Espanyol: 1993-1994